# Warren County (Tennessee)
Warren County ist ein County im Bundesstaat Tennessee der Vereinigten Staaten. Das U.S. Census Bureau hat bei der Volkszählung 2020 eine Einwohnerzahl von 40.953 ermittelt. Der Verwaltungssitz (County Seat) ist McMinnville.

## Geographie
Das County liegt östlich des geographischen Zentrums von Tennessee und hat eine Fläche von 1124 Quadratkilometern, wovon 4 Quadratkilometer Wasserfläche sind. Es grenzt im Uhrzeigersinn an folgende Countys: DeKalb County, White County, Van Buren County, Sequatchie County, Grunby County, Coffee County und Cannon County.

## Geschichte
Warren County wurde am 26. November 1807 aus Teilen des White County gebildet. Benannt wurde es nach Joseph Warren, dem ersten US-amerikanischen Soldaten, der im Amerikanischen Unabhängigkeitskrieg starb.

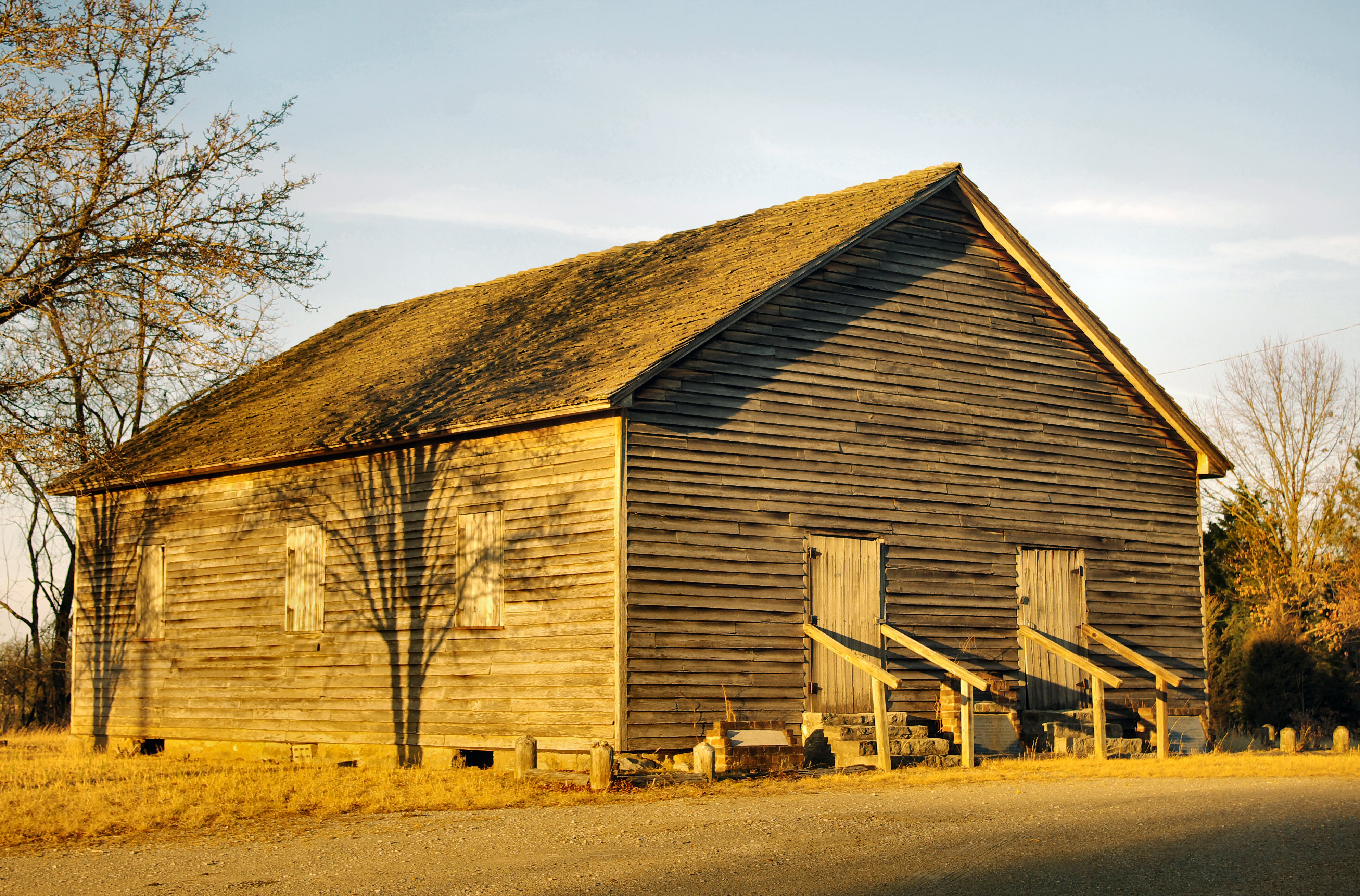
Die Philadelphia Church of Christ ist einer von 21 Einträgen des Countys im NRHP.

21 Bauwerke und Stätten des Countys sind im National Register of Historic Places (NRHP) eingetragen (Stand 12. September 2018).

## Demografische Daten

Alterspyramide Warren County

Nach der Volkszählung im Jahr 2000 lebten im Warren County 38.276 Menschen in 15.181 Haushalten und 10.824 Familien. Die Bevölkerungsdichte betrug 34 Einwohner pro Quadratkilometer. Ethnisch betrachtet setzte sich die Bevölkerung zusammen aus 91,66 Prozent Weißen, 3,16 Prozent Afroamerikanern, 0,21 Prozent amerikanischen Ureinwohnern, 0,42 Prozent Asiaten, 0,05 Prozent Bewohnern aus dem pazifischen Inselraum und 3,56 Prozent aus anderen ethnischen Gruppen; 0,94 Prozent stammten von zwei oder mehr Ethnien ab. 4,92 Prozent der Bevölkerung waren spanischer oder lateinamerikanischer Abstammung.
Von den 15.181 Haushalten hatten 31,9 Prozent Kinder und Jugendliche unter 18 Jahre, die bei ihnen lebten. 56,2 Prozent waren verheiratete, zusammenlebende Paare, 11,2 Prozent waren allein erziehende Mütter und 28,7 Prozent waren keine Familien. 25,0 Prozent waren Singlehaushalte und in 10,5 Prozent lebten Personen im Alter von 65 Jahren oder darüber. Die Durchschnittshaushaltsgröße betrug 2,47 und die durchschnittliche Haushaltsgröße betrug 2,93 Personen.
24,2 Prozent der Bevölkerung waren unter 18 Jahre alt, 9,1 Prozent zwischen 18 und 24, 29,4 Prozent zwischen 25 und 44, 23,4 Prozent zwischen 45 und 64 und 13,9 Prozent waren älter als 65. Das Durchschnittsalter betrug 37 Jahre. Auf 100 weibliche Personen kamen statistisch 96,5 männliche Personen und auf 100 Frauen im Alter von 18 Jahren und darüber kamen 94,7 Männer.
Das jährliche Durchschnittseinkommen eines Haushalts betrug 30.920 USD, das Durchschnittseinkommen der Familien betrug 37.835 USD. Männer hatten ein Durchschnittseinkommen von 28.409 USD, Frauen 20.863 USD. Das Prokopfeinkommen betrug 15.759 USD. 13,0 Prozent der Familien und 16,6 Prozent der Einwohner lebten unterhalb der Armutsgrenze.